# باشگاه فوتبال لو مان
باشگاه فوتبال لو مان (فرانسوی: Le Mans FC‎) یک باشگاه فوتبال در لو مان، فرانسه است.
این باشگاه که در سال ۱۹۸۵ تأسیس شده برای اولین بار پس از نایب قهرمانی در فصل ۰۳–۲۰۰۲ لیگ ۲ به لیگ ۱ فرانسه صعود کرده است.